# Murade Isaac Murargy

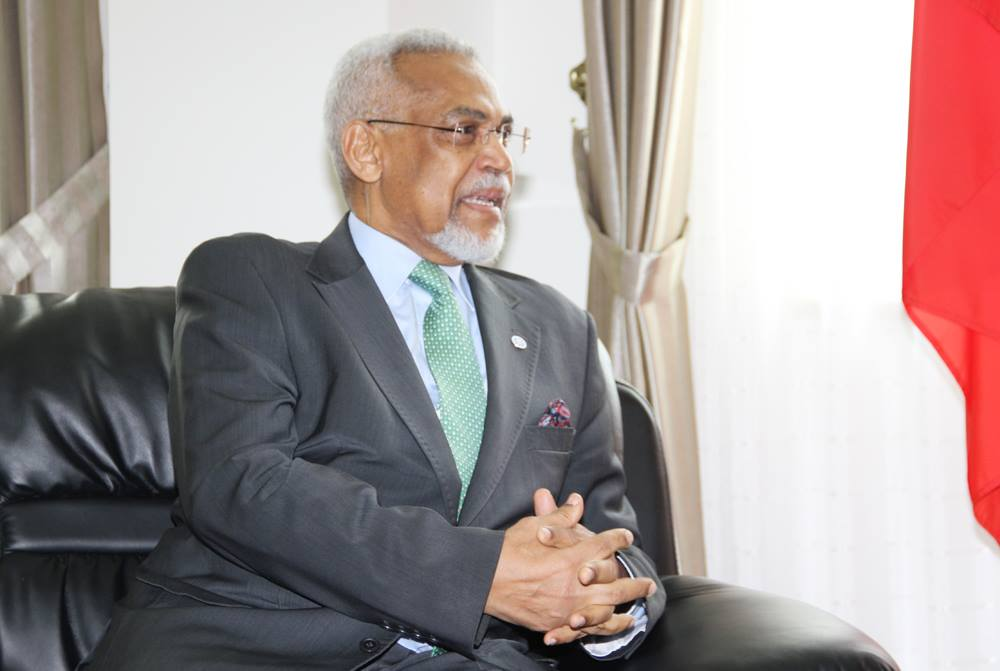
Murade Isaac Murargy (2015)

Murade Isaac Miguigy Murargy (* 10. Mai 1946) ist ein mosambikanischer Diplomat und Politiker.
Murargy absolvierte ein Jurastudium an der juristischen Fakultät der Universität Lissabon. 1976 wurde er Rechtsberater im Büro für Studien, Planung und Information des Außenministeriums von Mosambik. 1980 erhielt Murargy den Posten des Direktors für Rechtsangelegenheiten und des Nationalen Direktors für Protokollangelegenheiten. Von 1984 bis 1985 war er Direktor für internationale Organisationen und Konferenzen und ab 1985 Botschafter Mosambiks in Frankreich, mit zusätzlicher Akkreditierung für Deutschland, die Schweiz, Tunesien, Gabun, Mali, die Elfenbeinküste, den Senegal, den Iran und Palästina. Außerdem übernahm er die Funktion des Ständigen Vertreters Mosambiks bei der UNESCO in Paris und des Ständigen Vertreters bei den Vereinten Nationen in Genf. Die Ämter führte Murargy bis 1995. Bis 2005 war er Generalsekretär der Präsidentschaft der Republik Mosambik mit dem Status eines Staatsministers und bis Juli 2012 Botschafter in Brasilien, Argentinien, Chile, Paraguay, Uruguay und Venezuela. Von 2012 bis 2016 war Murargy Generalsekretär der Gemeinschaft der Portugiesischsprachigen Länder (CPLP).

## Familie
Murargy hat fünf Kinder.